# Рупел (форт)
Рупел (на гръцки: Οχυρό Ρούπελ) е гръцко военно укрепление, форт, от Втората световна война, част от Линията „Метаксас“, разположено край изоставеното село Рупел, в северните склонове на Сенгелската планина, над стратегическия Рупелски пролом, на границата с България. Фортът е превърнат в музей.

## История
Фортът е изграден в 1914 година след като областта попада в Гърция година по-рано през Междусъюзническата война. В 1916 година фортът е овладян без съпротива от българската армия. По време на Втората световна война през април 1941 година в Битката при Линията „Метаксас“ Рупел се съпротивлява гериочно три дни от 6 до 9 април и задържа настъплението на германските войски към Гърция. Фортът се предава едва след капитулацията на гръцката армия в Солун.
В памет на събитията от Втората световна война една от галериите на форта е превърната в музей. В него са могат да се видят диорами, модели в естествен ръст, представящи гръцките войски в битката при форта – артилерист, хирург, лекуващ ранен войник, сержант в офиса на лейтенанта. В музея могат да се видят огнестрелни оръжия, униформи, медал за храброст, лични вещи и карта, която подробно описва битката при форта през 1941 година.
- Модел на сержант
- Входът на отворения за посетители тунел
- Карта на битката при форта през април 1941 г.